# Irak az 1992. évi nyári olimpiai játékokon
Irak a spanyolországi Barcelonában megrendezett 1992. évi nyári olimpiai játékok egyik részt vevő nemzete volt. Az országot az olimpián 3 sportágban 8 sportoló képviselte, akik érmet nem szereztek.

## Ökölvívás
| Versenyző    | Versenyszám   | Selejtező                   | Nyolcaddöntő                  | Negyeddöntő       | Elődöntő          | Döntő             | Helyezés |
| Versenyző    | Versenyszám   | Ellenfél Eredmény           | Ellenfél Eredmény             | Ellenfél Eredmény | Ellenfél Eredmény | Ellenfél Eredmény | Helyezés |
| ------------ | ------------- | --------------------------- | ----------------------------- | ----------------- | ----------------- | ----------------- | -------- |
| Ahmed Aboud  | Harmatsúly    | erőnyerő                    | Wayne McCullough (IRL) · 2-10 | kiesett           | kiesett           | kiesett           | 9.       |
| Furas Hashim | Nagyváltósúly | Miguel Jiménez (PUR) · 10-3 | Maselino Masoe (ASA) · RSC    | kiesett           | kiesett           | kiesett           | 9.       |

RSC - a játékvezető megállította a mérkőzést

## Sportlövészet
Férfi
| Versenyző     | Versenyszám    | Selejtező | Selejtező | Döntő   | Döntő    |
| Versenyző     | Versenyszám    | Pont      | Helyezés  | Pont    | Helyezés |
| ------------- | -------------- | --------- | --------- | ------- | -------- |
| Haszan Haszan | Szabadpisztoly | 550       | 28.*      | kiesett | kiesett  |

* - egy másik versenyzővel azonos eredményt ért el

## Súlyemelés
| Versenyző        | Versenyszám | Szakítás                 | Szakítás                 | Lökés    | Lökés    | Összesen | Helyezés |
| Versenyző        | Versenyszám | Eredmény                 | Helyezés                 | Eredmény | Helyezés | Összesen | Helyezés |
| ---------------- | ----------- | ------------------------ | ------------------------ | -------- | -------- | -------- | -------- |
| Riadh Khedher    | 60 kg       | 122,5                    | 10.                      | 140,0    | 24.      | 262,5    | 19.      |
| Saleh Khadim     | 82,5 kg     | 160,0                    | 11.                      | 190,0    | 12.      | 350,0    | 12.      |
| Atallah Abdullah | 90 kg       | érvényes kísérlet nélkül | érvényes kísérlet nélkül | kiesett  | kiesett  | kiesett  | kiesett  |
| Nazar Kadir      | 100 kg      | 170,0                    | 6.                       | 200,0    | 11.      | 370,0    | 9.       |
| Mohammed Jowad   | 110 kg      | 160,0                    | 20.                      | 197,5    | 13.      | 357,5    | 14.      |